# Boulonnais
Pour les articles homonymes, voir Boulonnais (homonymie).
Le Boulonnais est une région naturelle maritime et bocagère située sur le littoral de la Manche, dans le département du Pas-de-Calais.
La principale ville du territoire est Boulogne-sur-Mer, suivie de plusieurs villes de sa banlieue (Outreau, Saint-Martin-Boulogne et Le Portel) et d'autres villes plus éloignées qui font office de pôles secondaires (Desvres, Marquise et Samer).
Il se situe sur la côte d'Opale et fait partie du parc naturel régional des caps et marais d'Opale (pour la majorité de son territoire, à l'exception de ses cinq communes les plus urbanisées). Avant la création de ce parc en 2000, le territoire faisait partie du parc naturel régional du Boulonnais.
Comté puis sénéchaussée de la Picardie historique, le Boulonnais fut rattaché par l'Assemblée constituante de 1789 au département du Pas-de-Calais.
Le territoire constitue le Pays Boulonnais et est, depuis janvier 2009, divisé en 3 intercommunalités : la Communauté de communes de la terre des deux caps au nord, la Communauté d'agglomération du Boulonnais au centre et la Communauté de communes de Desvres - Samer à l'est, pour un total de 74 communes.

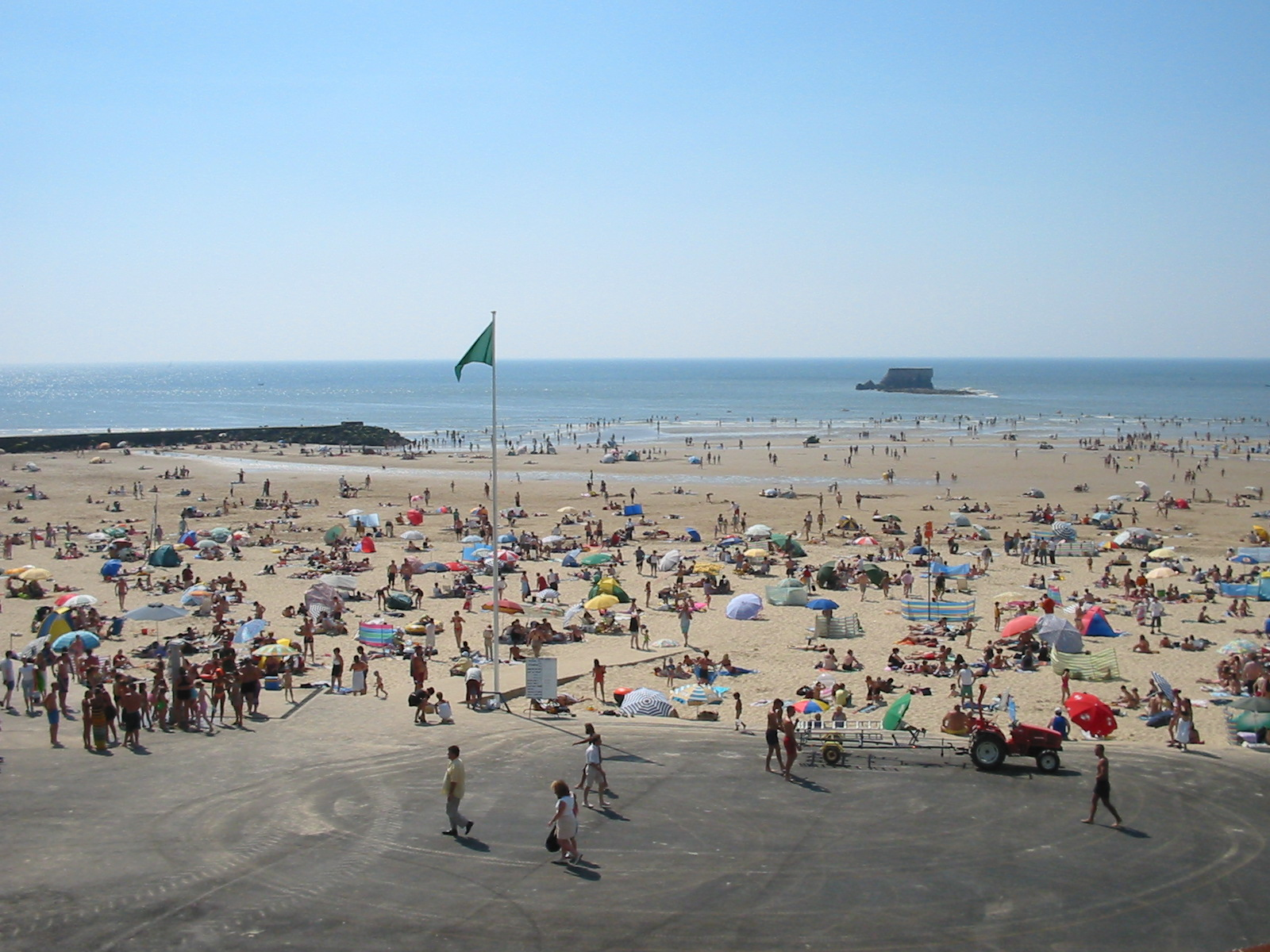
Plage du Portel et vue sur le Fort de l'Heurt.
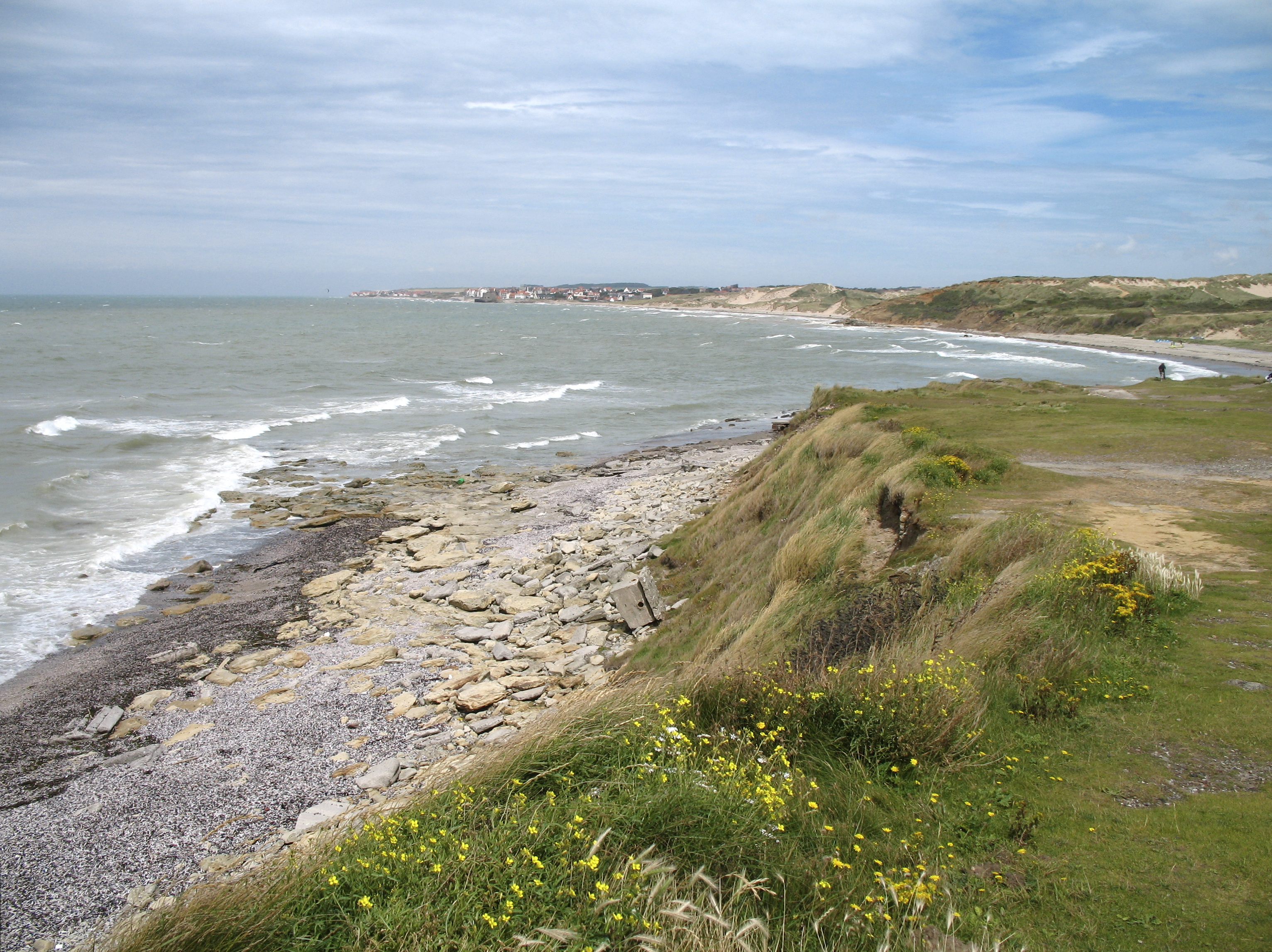
La Pointe aux Oies à Wimereux.
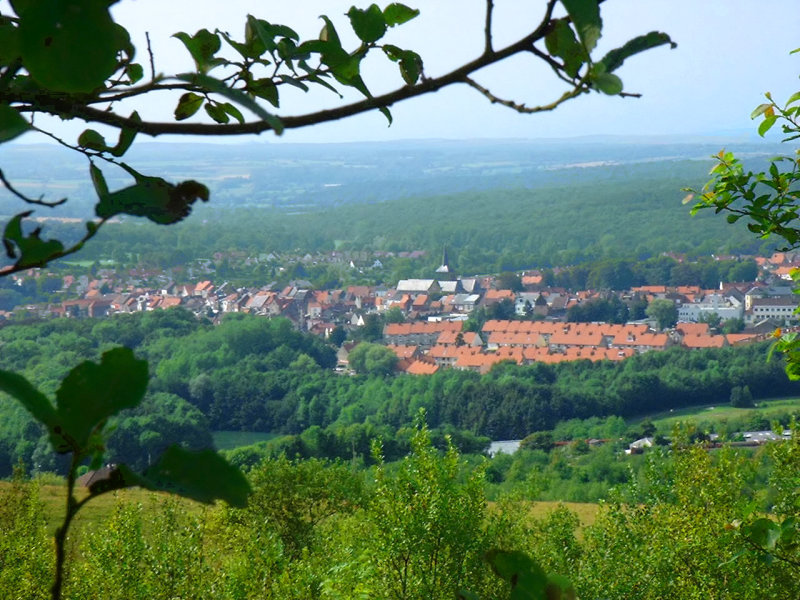
Desvres, au milieu des collines boisées du Boulonnais.

## Géographie

### Situation
Le Boulonnais se situe dans l'ouest du Pas-de-Calais, autour de la ville de Boulogne-sur-Mer. Il est bordé par la Manche à l'ouest sur environ 45 km.

### Géologie, géomorphologie

Carte géologique du Bassin anglo-parisien montrant la boutonnière du Boulonnais (partie française de l').

Le Boulonnais correspond à une structure géologique remarquable pour l'Europe et le Nord de la France. Cette structure géologique, longtemps considérée comme un anticlinal érodé (anticlinal dit « boutonnière du boulonnais » ou « boutonnière du massif du Boulonnais »), est en fait une inversion tectonique cénozoïque par étapes. Le cœur érodé de cette boutonnière laisse apparaître des roches plus anciennes (Jurassique et Crétacé inférieur) que la craie du Crétacé supérieur.
Le paysage littoral offre un accès à l'ensemble sédimentaire le plus complet qu'on puisse trouver au sud du massif du Brabant, avec une série sédimentaire mésozoïque très épaisse (dépôts jurassiques d’âge bathonien à tithonien, limités par des failles normales de direction N110-120 et N020-030, et épais de plusieurs centaines de mètres). Cet ensemble est là plus épais que partout ailleurs dans la même région. Les failles délimitent pour le Jurassique un domaine subsident qui est la partie française du bassin du Weald-Wessex du sud de l'Angleterre. D'un point de vue géologique, le Boulonnais est ainsi le pendant français du Weald anglais, l'ensemble formant le bassin Weald-Boulonnais.
Au Jurassique supérieur, les dépôts sédimentaires visibles en falaises littorales dans le Bas-Boulonnais se sont formés en bordure du « Massif Londres-Brabant ». Ce massif faisait  partie d’un ensemble de grandes îles correspondant aux actuels massifs hercyniens (Massif Central, Massif Armoricain, Cornouailles, Meseta ibérique...). Au nord, les dépôts jurassiques disparaissent vers Calais et au sud vers Montreuil. À l'est on n'en trouve plus à partir de la zone de Saint-Omer, et ils ne réapparaissent que dans les sondages au sud du Nord-Pas-de-Calais.
S'il est vrai que son relief, ainsi que celui de l'Artois qui le prolonge, s'est formé sous le contrecoup de la « compression alpine », il est plus exact sur le plan géomorphologique de le considérer comme un vaste demi-graben inversé, « initialisé lors de la période de rifting majeur du Jurassique supérieur- Crétacé inférieur (rifting Nord Atlantique et Mer du Nord) puis surélevé et plissé en antiforme, lors de la phase d’inversion alpine paroxysmale à l’Eocène supérieur – Oligocène.  C’est l’érosion de cette structure d’inversion tectonique positive qui a permis l’exhumation des séries syn-rift du Jurassique supérieur-Crétacé inférieur. Ce scénario géologique sera argumenté et illustré ici à partir de l’analyse d’affleurements de Jurassique supérieur en plage et en falaise, le long d’un transect entre Audresselles et le Cap Gris-Nez ».
La faille normale inversée (faille de Ferques) correspond à un effondrement d'âge jurassique, qui s'est formé et a fonctionné à l'occasion de l'ouverture de l'Atlantique. Elle a été reprise et a été inversée par les forces de compression alpines, qui ont provoqué le flambage du continent européen. La formation des reliefs armoricain, ardennais, rhénan, de l'Eifel, du Pays de Bray, la subsidence de la Sologne sont dues à ce même flambage.
Dans la région de Marquise, au cœur de l'anticlinal, la couverture mésozoïque est totalement érodée, et donc le socle hercynien paléozoïque apparaît à l'affleurement. C'est en quelque sorte une réapparition des Ardennes à 200 km de la Fagne, où elles s'enfoncent sous la couverture.
Le Bas-Boulonnais se présente comme une dépression triangulaire ouverte vers la mer et ceinturée par une cuesta crayeuse qui domine cette cuvette composée d'une mosaïque de collines et bas-plateaux (culminant entre 120 et 60 m) développés dans des argiles jurassiques. Cette dépression s'oppose au Haut-Boulonnais, plateau crayeux (culminant à 202 m au Mont Hulin) qui forme une étroite bordure laniérée jouant le rôle de ligne de partage des eaux entre les bassins de la Manche et de la mer du Nord. La limite entre Bas-Boulonnais et Haut-Boulonnais est marquée par cet escarpement au front raide et festonné. La cuesta nord s’interrompt sur le littoral par des falaises vives du cap Blanc-Nez. La cuesta sud est séparée du trait de côte par les cordons dunaires des Bas-Champs. L’extrémité opposée de la boutonnière se retrouve dans la dépression argileuse du Weald, en vis-à-vis sur la rive anglaise de la Manche, où les craies des North et South Downs forment deux cuestas qui se font face.

### Relief
Le Boulonnais se distingue du reste de la région par ses territoires vallonnés et ses nombreuses pentes, autant en milieu urbain qu'en milieu rural. Certaines pentes avoisinent ou dépassent les 15 %. L'altitude varie de 0 (niveau de la mer) à 208 mètres (mont Pelé, à Desvres).

### Réseau hydrographique et ressources en eau

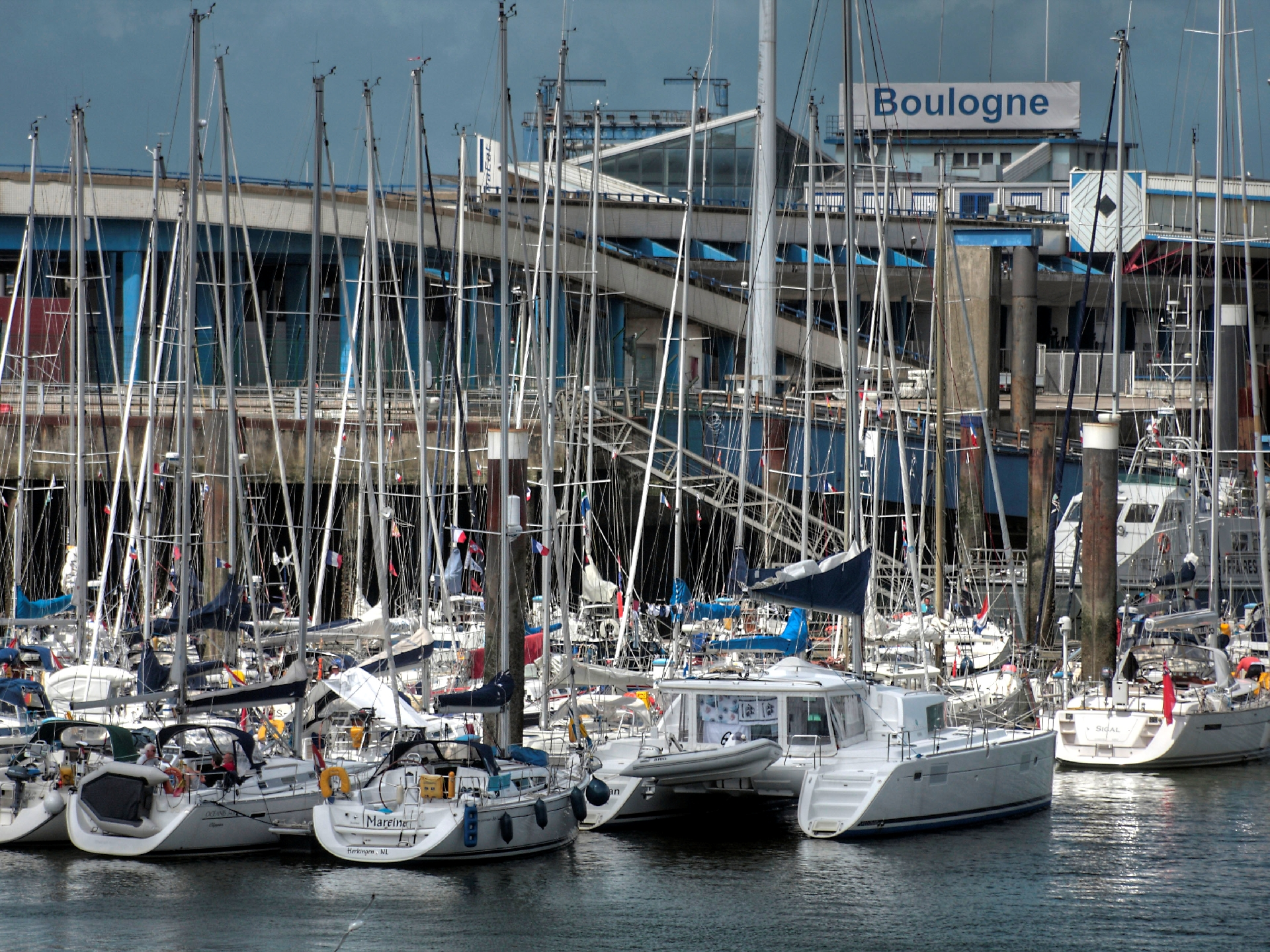
Le port de Boulogne-sur-Mer est le premier port de pêche de France. Il assure également le transport de passagers et de marchandises avec l'Angleterre.

Le Boulonnais est drainé par la Liane, petit fleuve côtier. Le port de Boulogne s’est développé sur son estuaire.

### Environnement
Le Boulonnais présente une biodiversité exceptionnelle, avec ses coteaux calcaires, son système de bocage (haies, vergers, prairies...), ses milieux humides et ses forêts. Il compte 17 330 ha classés en ZNIEFF de type 1, 26 377 en ZNIEFF de type 2 et 99 en Réserves naturelles régionales.

### Voies de communication et transports
Le territoire est traversé par l'autoroute A16, qui relie la région parisienne à la frontière avec la Belgique via Amiens et Calais, et plusieurs routes départementales et nationales, dont la route nationale 42 qui permet de rejoindre rapidement Saint-Omer et l'autoroute A26 (vers Arras et Reims).
Neuf gares de voyageurs desservent le territoire, sur la ligne entre Amiens et Calais, dont la principale, la gare de Boulogne-Ville, est également desservie par des TGV vers Lille et Paris.
Les lignes de bus du réseau Marinéo (anciennement TCRB) assurent les déplacements dans le Boulonnais. Le territoire est également desservi par les bus du réseau départemental Oscar.
La première aire de covoiturage du Boulonnais a été inaugurée en février 2015, à Colembert, à proximité de la route nationale 42. D'autres aires ont fait leur apparition depuis, notamment à Wimille et Isques.

## Histoire

### Premières occupations humaines et Antiquité
À Wimereux, les premières traces relevées sont datées vers 500 000 av. J.-C. (silex, bifaces). Le climat est chaud (présence d'éléphants, félins...) ; les hommes vivent de chasse, pêche et cueillette.
Le territoire est touché par le maximum glaciaire de la glaciation de Würm il y a environ 20 000 ans. Le climat s'adoucit ensuite aux alentours de 8 000 av. J.-C.
Différents envahisseurs celtes (les Morins) s'implantent dans la région et développent le commerce avec les îles britanniques.
Puis, à la suite de la guerre des Gaules, les Romains occupent la Gaule durant près de 300 ans. Le Boulonnais est inclus dans la Gaule belgique. Boulogne est dès l'Antiquité l'une des villes les plus importantes du nord de la Gaule. Elle est desservie par d'importantes voies de communication, comme la via Agrippa de l'Océan vers Rome (passant par l'actuelle région parisienne et Lyon, alors capitale de la Gaule).
Les invasions barbares détruisent Boulogne (Bolonia) au IIIe siècle. La ville est reconstruite au IVe siècle, l'économie locale renaît. Au début du VIe siècle, les Germains envahissent la Gaule. Vers 481, Clovis devient roi des Francs et unifie les territoires (nord de la France et Belgique, puis une grande majorité du périmètre actuel de la France).

### Moyen Âge et temps modernes

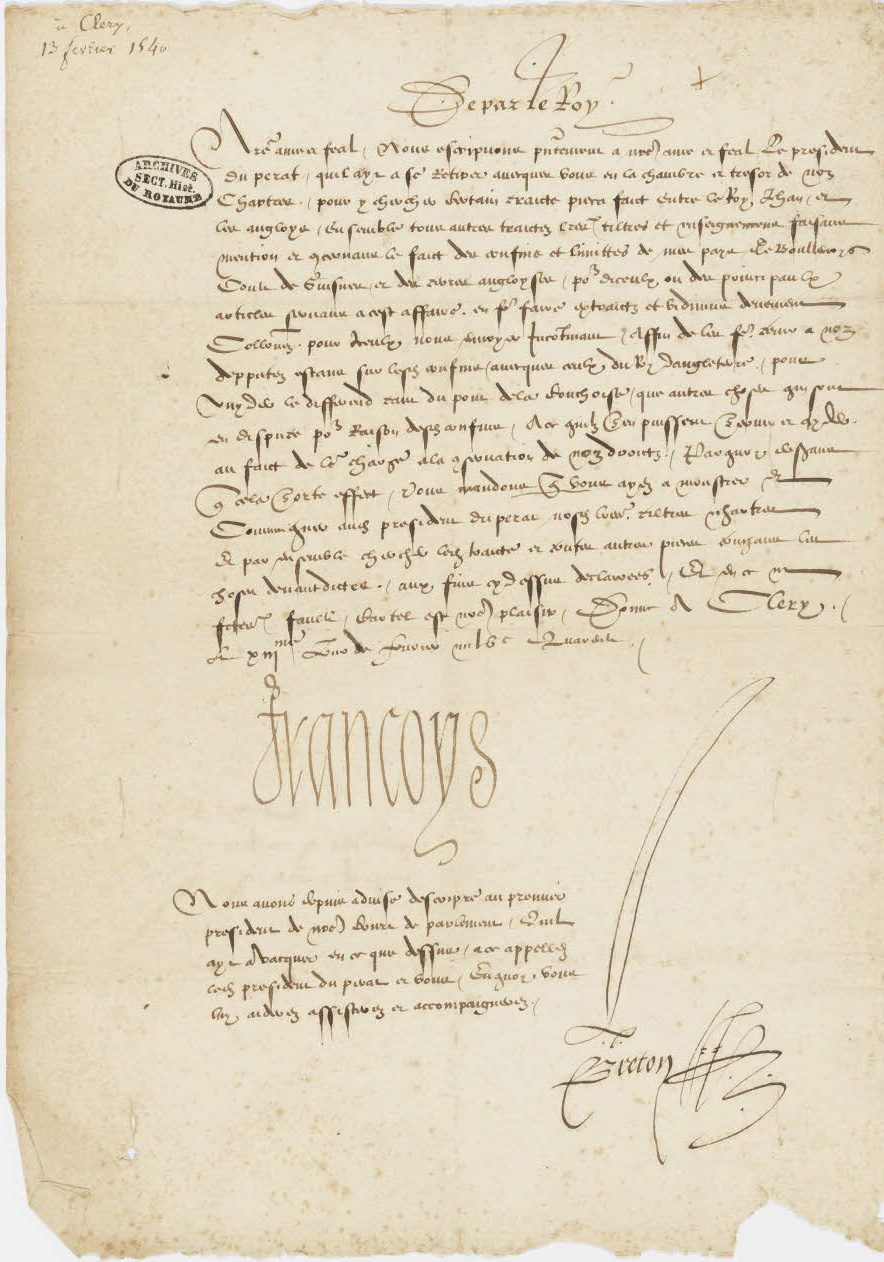
François Ier ordonne de retrouver le traité passé entre le roi Jean II le Bon et les Anglais (Londres, 1359) ainsi que tous les autres documents concernant les délimitations des terres anglaises dans le Boulonnais et le comté de Guines (Cléry 13 février 1541). Archives nationales de France.

Au Moyen Âge, Le Boulonnais recouvre le territoire de l'ancien Comté de Boulogne, dont Boulogne est le siège. Un de ses comtes, Eustache II as grenons (« aux belles moustaches »), envahit l'Angleterre avec Guillaume le Conquérant. Un autre, Étienne de Blois, est roi d'Angleterre au XIIe siècle. Alphonse de Portugal, mari de la comtesse de Boulogne Matilde II, est roi de Portugal. Baudouin de Boulogne, comte de Boulogne, frère de Godefroy de Bouillon, est le premier roi chrétien de Jérusalem.
La région est convertie au christianisme, puis subit plusieurs guerres. Philippe-Auguste (dynastie des Capétiens) gagne la bataille de Bouvines en 1214 et reprend le nord de la France. S'ensuit une paix durable, jusqu'à la guerre de Cent Ans.
Après l'annexion par Louis XI (février 1477) du Boulonnais, il sera intégré au gouvernement militaire de Picardie et le comté deviendra une sénéchaussée de la Généralité d'Amiens.
Le Boulonnais se soulève en 1662, dans le cadre de la Révolte des Lustucru.

### Époque contemporaine
En 1804, Napoléon Ier supervise au camp de Boulogne (entre Boulogne-sur-Mer et Wimille) les préparatifs pour envahir l'Angleterre, avant que la formation de la 3e coalition ne mène à une guerre contre la Prusse en 1805.

## Données humaines et économie traditionnelle

### Culture
Peintres du Boulonnais :
- Pierre Carrier-Belleuse
- Francis Tattegrain
- Adrien Demont
- Virginie Demont-Breton
- Maurice Boitel

### Langues
La langue principalement parlée dans le Boulonnais est le français. Une partie de la population parle encore le dialecte boulonnais, dérivé du picard qui est une langue d'oïl. Il est parfois mêlé avec des verbes et conjugaisons d'anglo-normand, plus proches du latin qu'en français moderne et qui ont disparu ailleurs progressivement depuis le XIVe siècle. Dans certains villages côtiers, le dialecte est mêlé de mots anglo-saxons ou néerlandais (la neque pour le cou par exemple) et le j de certains toponymes est encore prononcé comme le th mouillé anglais.

### Traditions
L'ancienne fête nationale, l'Assomption du 15 août, restée fête nationale en Acadie, continue à être célébrée dans le Boulonnais, autant sinon davantage que le 14 juillet, avec feux d'artifice et pétards. La célébration la plus marquante étant la messe, suivie de la procession et de la bénédiction de la mer dans le village de pêcheurs d'Audresselles, qui attire chaque année des foules importantes.
Une tradition encore vivante de nos jours est le défilé des Guénels qui se déroule dans la région à la mi-décembre. Les Guénels sont le pendant picard des citrouilles d'Halloween.
Saint-Nicolas est également traditionnellement fêté début décembre avec un grand défilé à Boulogne-sur-Mer et de nombreuses manifestations dans les écoles.

### Doyenné et paroisses
Le Boulonnais constitue le doyenné de Desvres.
Du doyenné dépendent plusieurs paroisses dont les plus actives sont :
- Notre-Dame-des-Flots

### Terroirs et productions
Le Boulonnais est une région d'élevage bovins et Boulogne un port de pêche (actuellement premier port halieutique français, historiquement en concurrence avec le port voisin d'Étaples).
Le Boulonnais est également connu pour ses chevaux mareyeurs et de trait, les boulonnais.
Les ressources géologiques ont permis le développement d'activités déjà anciennes : cimenterie, faïencerie (à Desvres), sidérurgie, terres réfractaires, extraction de marbre (à Rinxent et Marquise).

### Paysages et architecture traditionnelle

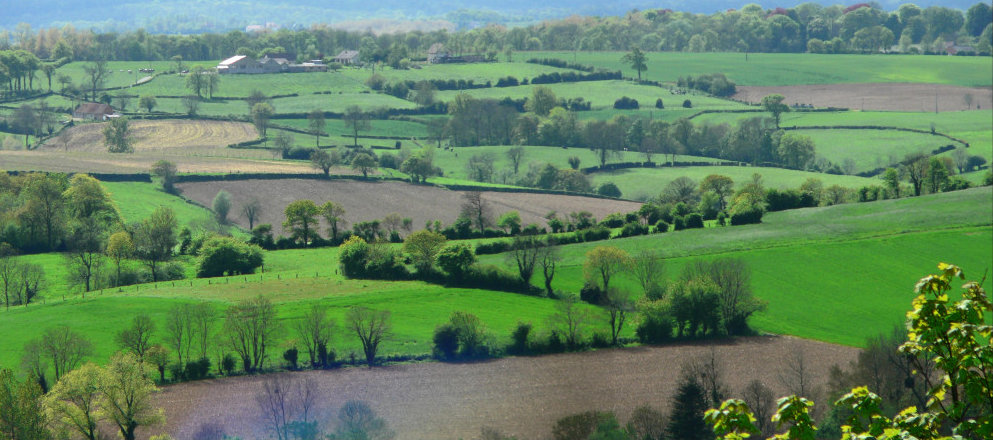
Bocage du boulonnais.

Le Boulonnais est un pays littoral, à dominante agricole, de bocage (plus ou moins relictuel) et d’habitat dispersé, entouré de cuesta (qui forment la Boutonnière du Boulonnais dont un équivalent existe en Angleterre dans le Kent).
Le Boulonnais est une des grandes entités paysagères retenues par l'Atlas régional des paysages de 2008

### Animaux et végétaux associés aux terroirs

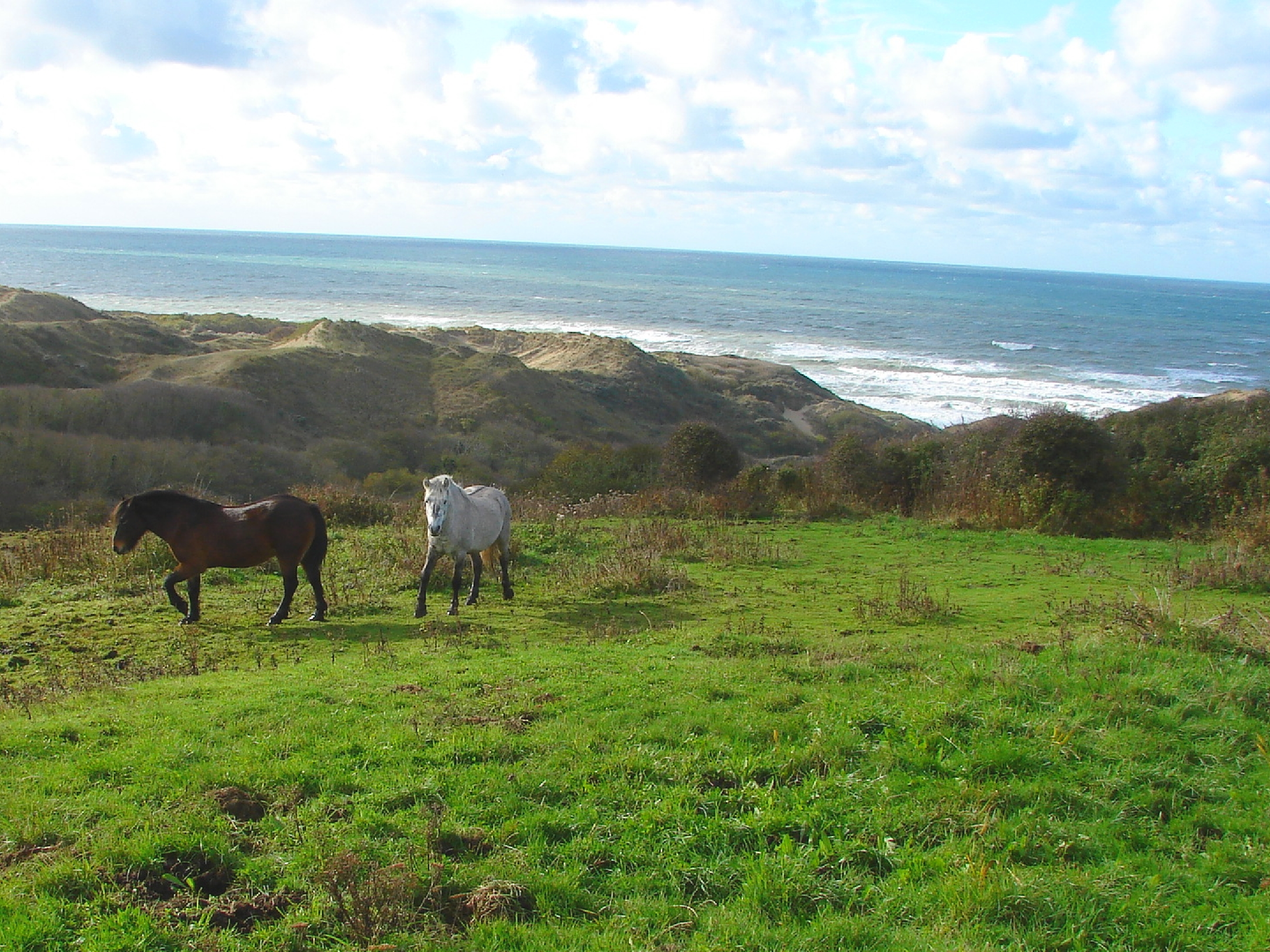
Chevaux au bord de la mer à Écault.

- le boulonnais, cheval mareyeur et de trait (cf. liens)
- la boulonnaise, mouton boulonnais (cf. liens)
- la fraise de Samer
- la pomme Reinette de Flandre
- la pomme Cabarette (de 1950 à 1960, le Pas-de-Calais et plus encore le Nord (premier département producteur de pommes à couteau de France) fournissaient une grande partie des pommes consommées en France, mais pour rentabiliser les vergers les pommiers basses-tiges ont progressivement supplanté les vergers traditionnels également victimes des remembrements des années 1970, au détriment des variétés locales[14], d'où la création en 1985 d'un Centre régional de ressources génétiques qui conserve aujourd'hui de nombreuses variétés de pommes dont la cabarette[14]).

### Gastronomie
Le Boulonnais est producteur de fruits (pommes, fraises de Samer...), de légumes (ratte du Touquet, cresson...), de fromages (Vieux Samer, Vieux Boulogne, Écume de Wimereux, Fort d'Ambleteuse...), de viandes (volaille de Licques, agneau, foie gras...) et d'alcools (bière des 2 Caps...). On peut également citer d'autres spécialités du Boulonnais comme la tarte au papin et les chocolats de Beussent.
Boulogne-sur-Mer est le premier port de pêche de France et de nombreuses spécialités gastronomiques de la ville sont à base de produits de la mer comme le kipper ou le rollmops à base de hareng, le maquereau au vin blanc ou encore les moules, traditionnellement mangées dans la région avec des frites.
La gastronomie boulonnaise est également influencée par la gastronomie outre-manche (welsh, pudding de Noël...).

## Économie
Une monnaie locale, le Bou'Sol, est disponible.

## Intérêt touristique

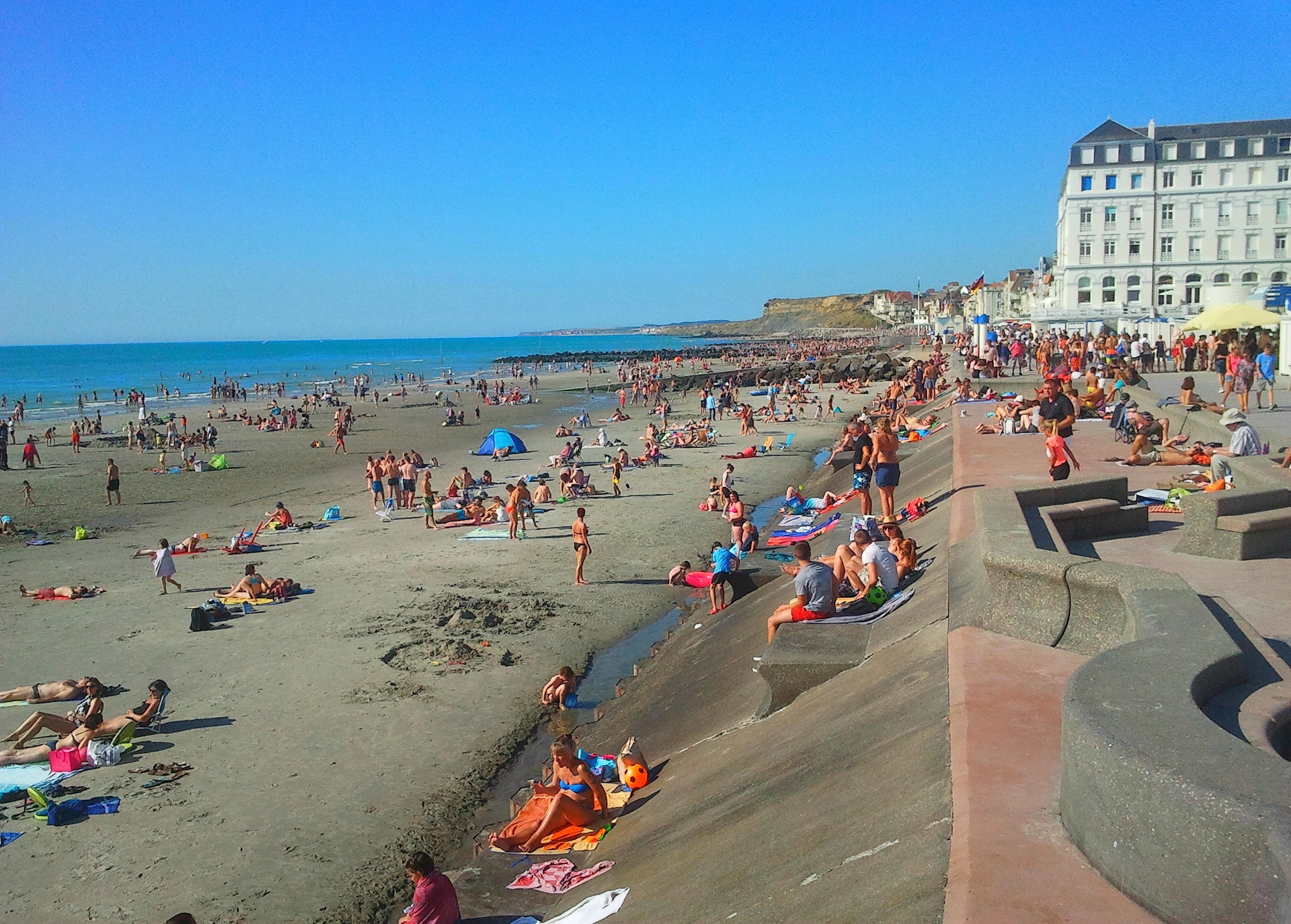
La plage et la digue de Wimereux.

Le littoral de la Côte d'Opale est une zone de tourisme attractive. Il abrite de nombreuses plages, avec un bord de mer naturel sous forme de dunes ou de falaises pour certaines, ou aménagé pour les autres avec une digue ou une promenade bétonnée.
Les falaises du cap Gris-Nez, d'où sont visibles les côtes anglaises, sont un land-mark pour la région.
L'intérieur des terres a également un intérêt touristique. De nombreux chemins de randonnées maillent le territoire.

### Stations balnéaires et villages côtiers du Boulonnais
- Dannes
- Hardelot-Plage
- Écault
- Équihen-Plage
- Le Portel
- Boulogne-sur-Mer
- Wimereux
- Ambleteuse
- Audresselles
- Audinghen
- Tardinghen
- Wissant

### Sites naturels
- Le Cap Gris-Nez (et son voisin, le Cap Blanc-Nez, dans le Calaisis) labellisé Grand Site de France depuis 2011.
- Le cran de Quette, le cran des Sillers, le cran Barbier, le cran aux Œufs, le cran Poulet, le cran Mademoiselle et le cran du Noirda, à Audinghen et Audresselles
- Les dunes de Slack, à Wimereux
- La pointe aux Oies et la pointe de la Crèche, à Wimereux
- Les vallées de la Liane, du Denacre et du Wimereux
- Le Cap d'Alprech, la crique de Ningles et la crique de la Crevasse, au Portel et à Équihen-Plage
- Les dunes d'Écault
- Le lac des miroirs (réserve naturelle régionale du marais de Condette)
- Le mont Saint-Frieux
- Les Monts de Boulogne, dont le Mont Lambert, offrent souvent des panoramas exceptionnels. À Colembert, une table d'orientation a été inaugurée sur le Mont Dauphin en 2015[15].
- Les forêts, qui couvrent 24,2 % du territoire (contre 11,9 % dans la région)[16], dont les principales sont : forêt de Boulogne, forêt de Desvres, forêt d'Hardelot et forêt d'Écault

### Autres sites touristiques majeurs
- Nausicaá, le centre national de la mer, site touristique le plus visité dans la région.
- Château-musée de Boulogne-sur-Mer
- Beffroi de Boulogne-sur-Mer, inscrit au patrimoine mondial de l'UNESCO
- Basilique Notre-Dame-de-l'Immaculée-Conception de Boulogne-sur-Mer
- Colonne de la Grande Armée
- Château d'Hardelot
- CAPland, le Centre d'Interprétation du Paysage, à Marquise

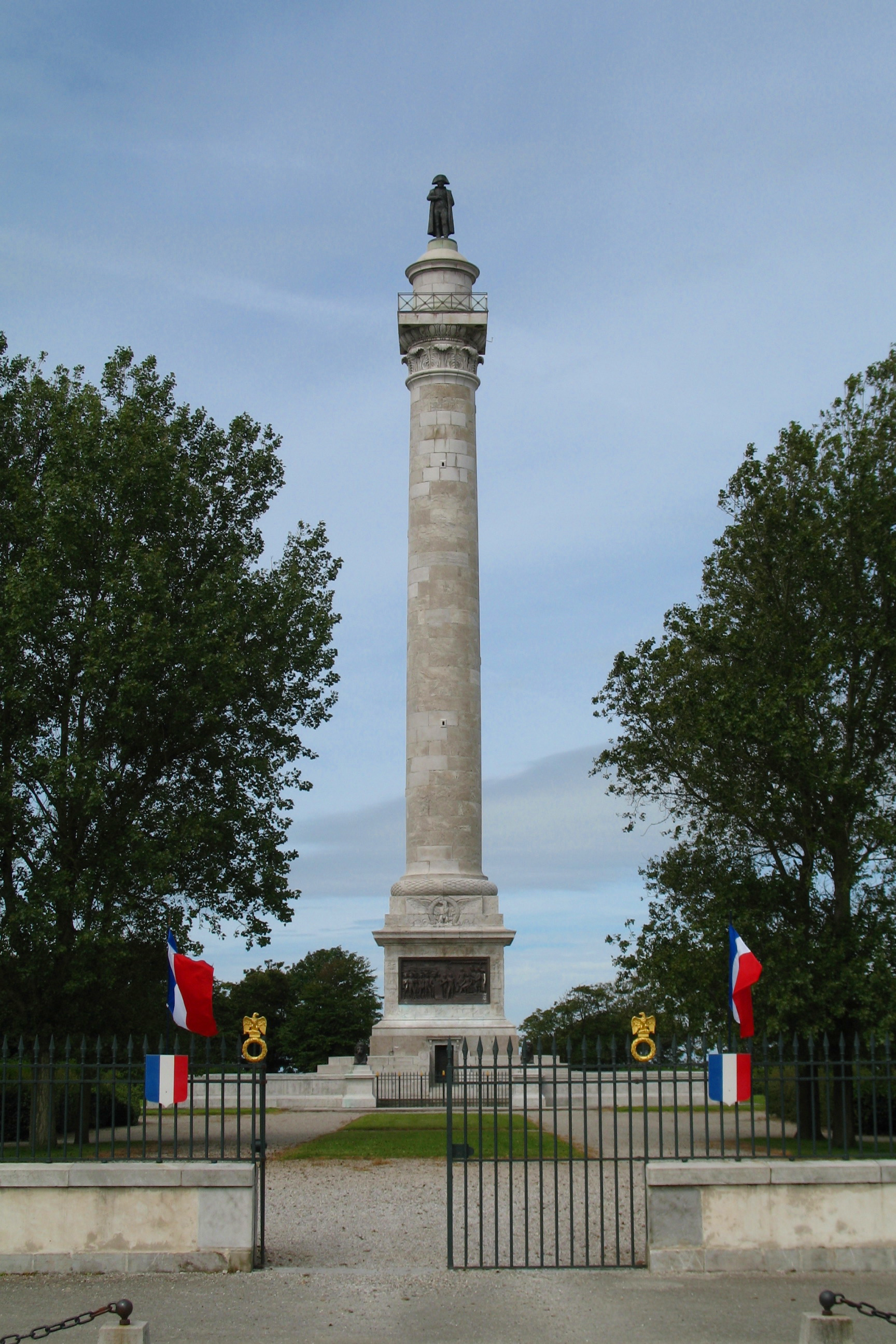
La colonne de la Grande Armée.
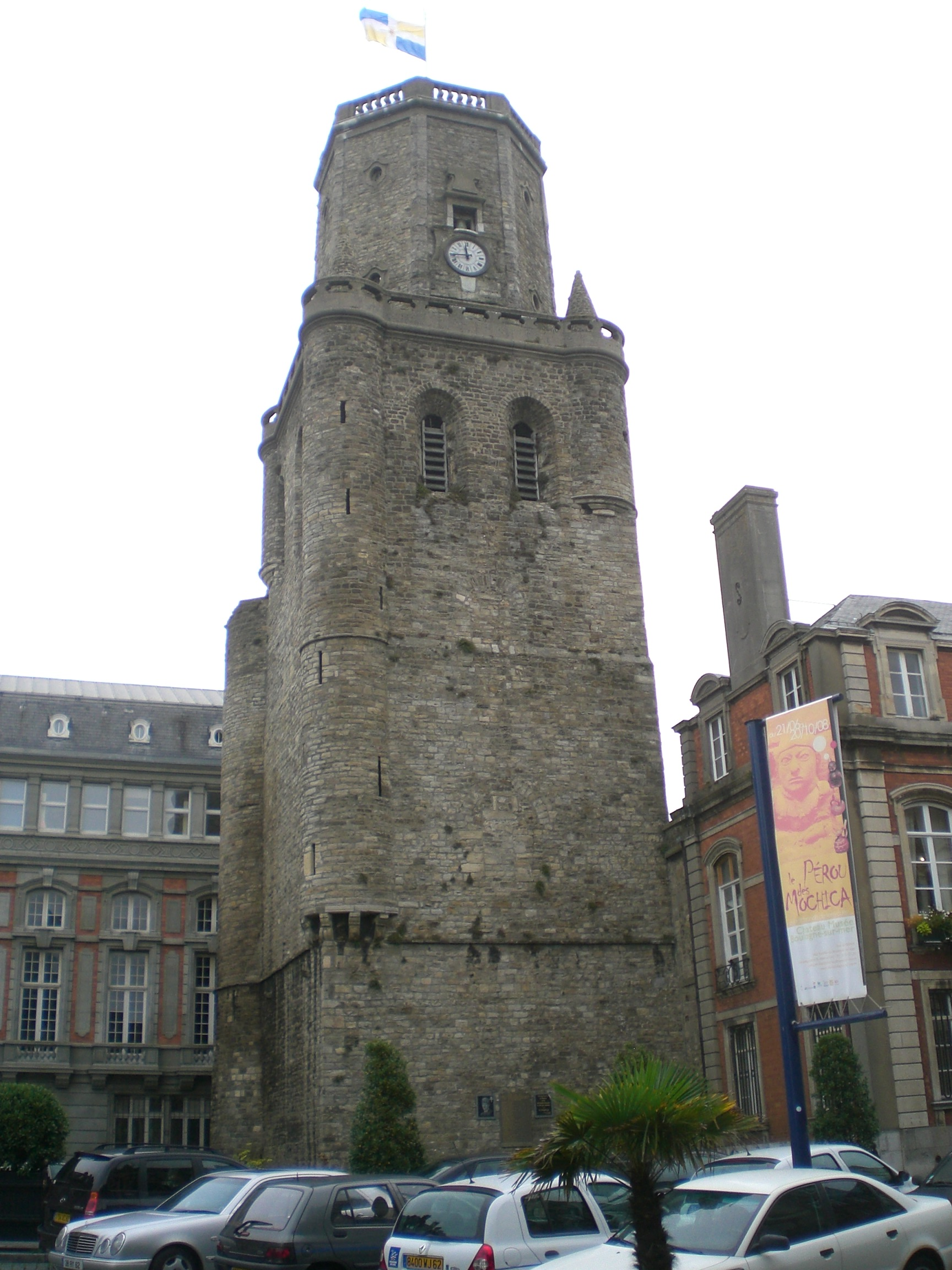
Le beffroi de Boulogne-sur-Mer.
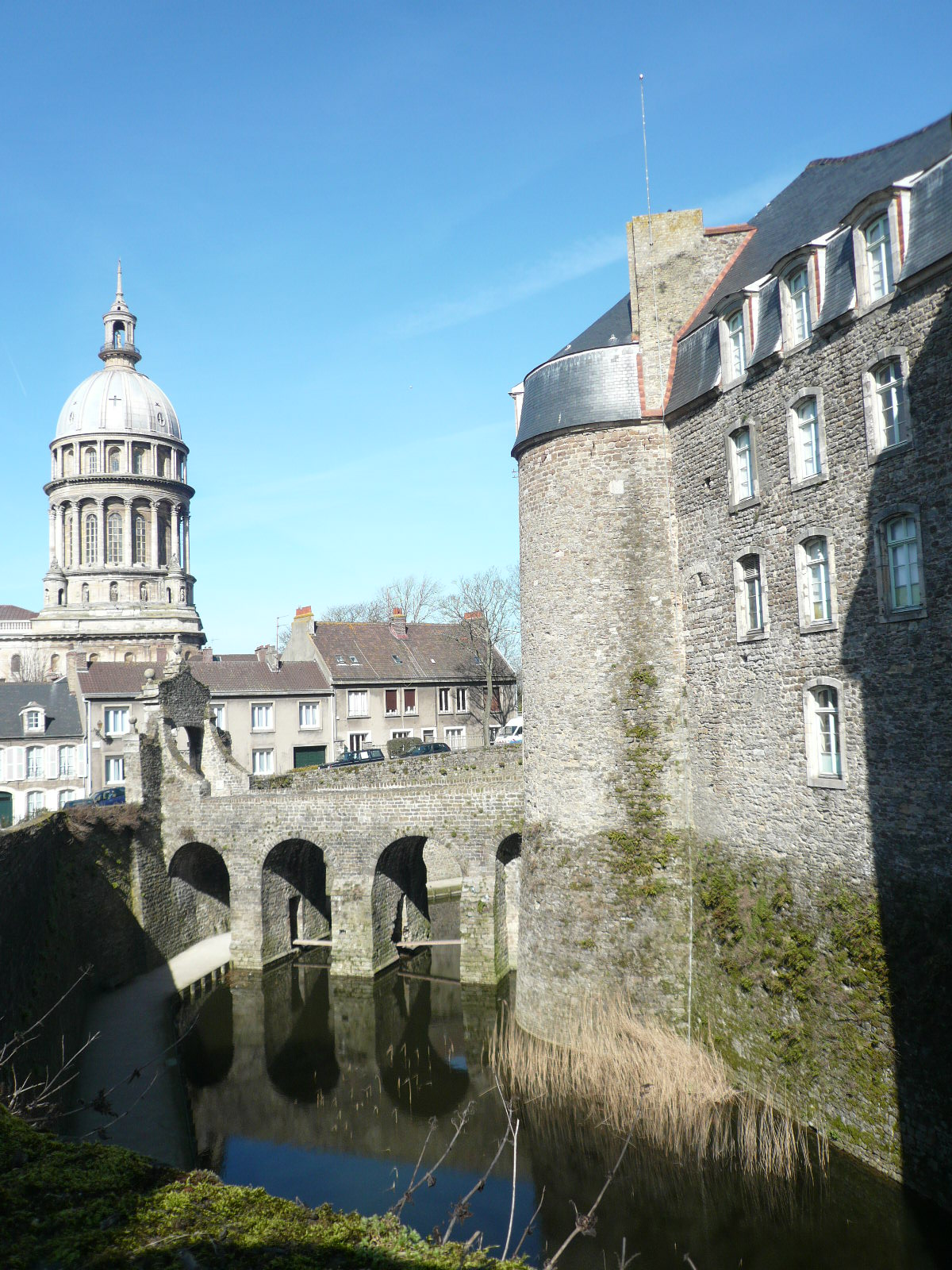
Basilique de Boulogne et douves du château-musée.
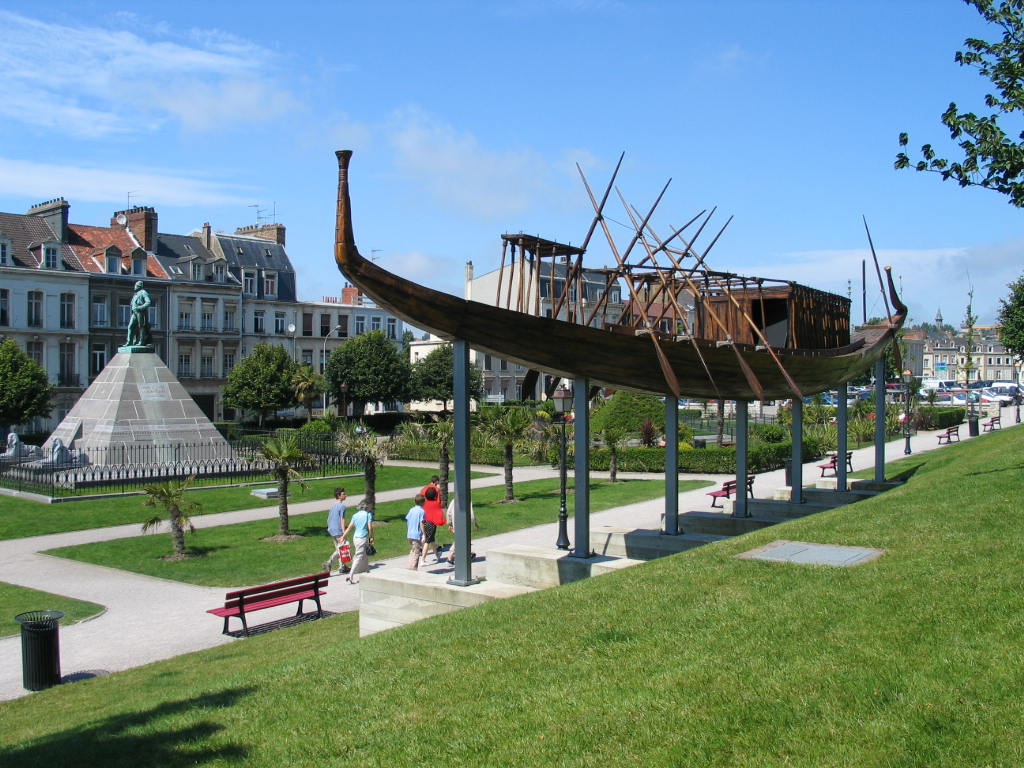
Square Mariette-Pacha, autour des remparts du Vieux-Boulogne.
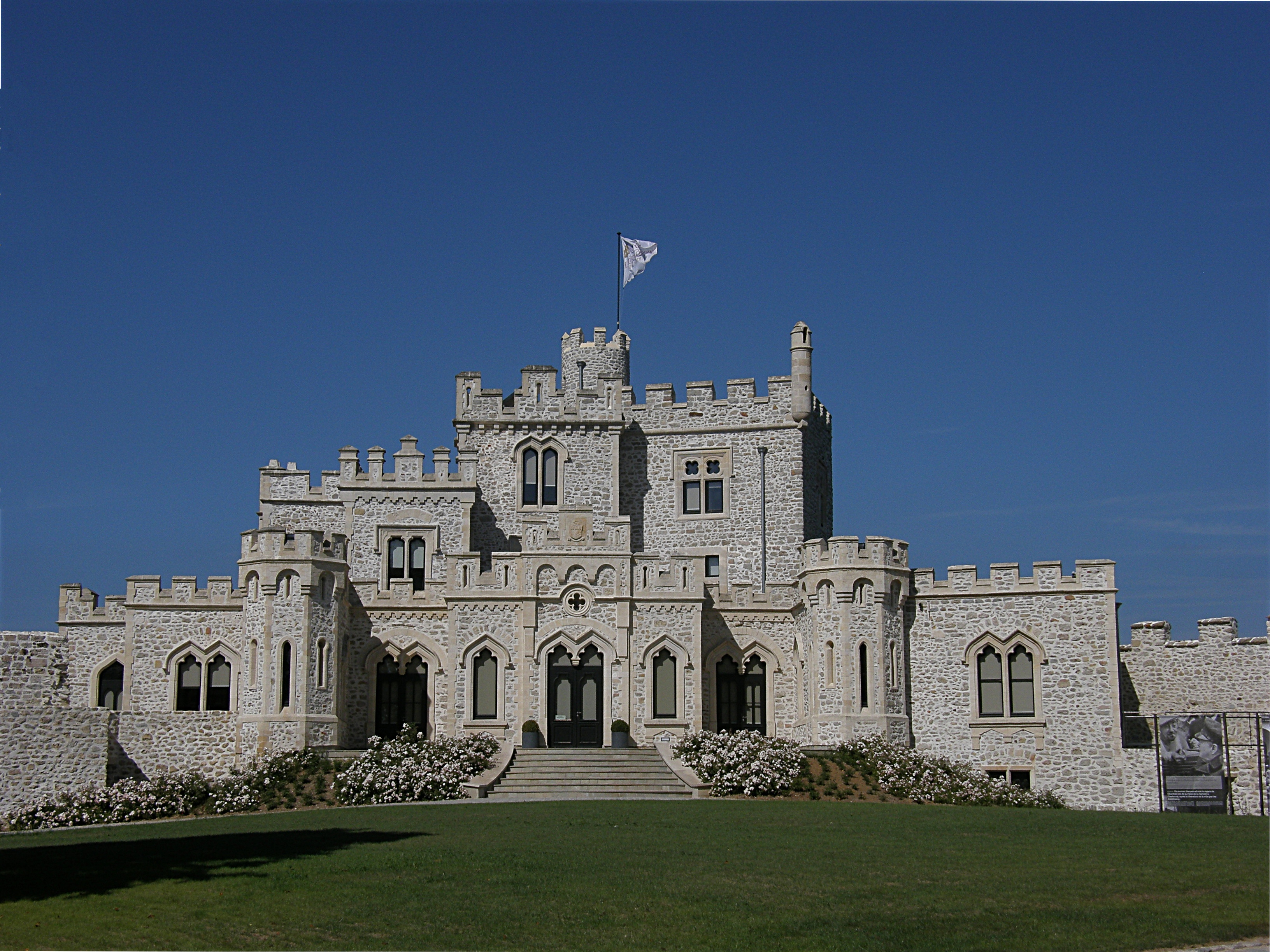
Château d'Hardelot.

### Patrimoine bâti
Les paysages du Boulonnais sont riches en bâtiments patrimoniaux et en petits patrimoines, notamment les murets de pierres.

## Pays Boulonnais

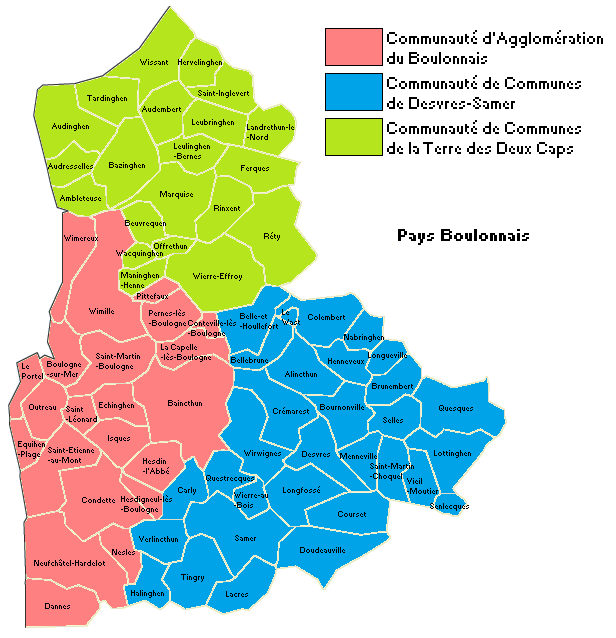
Intercommunalités composant le Pays Boulonnais.

Élaboré en 2004, le Pays Boulonnais réunit à l'origine quatre intercommunalités du Pas-de-Calais, et, plus précisément, de l'arrondissement de Boulogne-sur-Mer. En 2006, il comptait 162 461 habitants vivant sur 63 400 hectares.
Le 1er janvier 2009, la communauté de communes du Pays de la Faïence de Desvres et la communauté de communes de Samer et environs fusionnent pour donner naissance à la Communauté de communes de Desvres - Samer. Cela ramène à trois les intercommunalités composant le Pays Boulonnais.

### Intercommunalités et cantons membres
Trois intercommunalités composent le Pays Boulonnais :
- Communauté d'agglomération du Boulonnais
- Communauté de communes de Desvres - Samer
- Communauté de communes de la terre des deux caps

Le Pays Boulonnais se compose donc, depuis le redécoupage cantonal de 2014, des cantons suivants :

### Communes du Boulonnais
Le Pays Boulonnais compte 74 communes réparties en trois intercommunalités : la Communauté de communes de Desvres-Samer compte 31 communes, la Communauté d'agglomération du Boulonnais 22 et la Communauté de communes de la terre des deux caps 21.
| Intercommunalité                                 | Communes |
| ------------------------------------------------ | --- |
| Communauté d'agglomération du Boulonnais         | Baincthun, Boulogne-sur-Mer, Condette, Conteville-lès-Boulogne, Dannes, Echinghen, Équihen-Plage, Hesdigneul-les-Boulogne, Hesdin-l'Abbé, Isques, La Capelle-les-Boulogne, Le Portel, Nesles, Neufchâtel-Hardelot, Outreau, Pernes-lès-Boulogne, Pittefaux, Saint-Etienne-au-Mont, Saint-Léonard, Saint-Martin-Boulogne, Wimereux, Wimille                                   |
| Communauté de communes de la Terre des deux Caps | Ambleteuse, Audembert, Audinghen, Audresselles, Bazinghen, Beuvrequen, Ferques, Hervelinghen, Landrethun-le-Nord, Leubringhen, Leulinghen-Bernes, Maninghen-Henne, Marquise, Offrethun, Réty, Rinxent, Saint-Inglevert, Tardinghen, Wacquinghen, Wierre-Effroy, Wissant |
| Communauté de communes de Desvres-Samer          | Alincthun, Bellebrune, Belle-et-Houllefort, Bournonville, Brunembert, Carly, Colembert, Courset, Crémarest, Desvres, Doudeauville, Halinghen, Henneveux, Lacres, Le Wast, Longfossé, Longueville, Lottinghen, Menneville, Nabringhen, Quesques, Questrecques, Saint-Martin-Choquel, Samer, Selles, Senlecques, Tingry, Verlincthun, Vieil-Moutier, Wierre-au-Bois, Wirwignes |

## Dans la littérature
Le roman de l'écrivain Jeanne Bluteau intitulé Lévénez se déroule dans le Boulonnais pendant la révolte des Lustucru.